# Xputer
Das datenstrombasierte Xputer-Maschinen-Paradigma ist das Gegenstück zum befehlsstromgetriebenen Von-Neumann-Maschinen-Paradigma.
Ein Von-Neumann-Computer hat einen Befehlszähler. Ein Xputer hat jedoch stattdessen einen oder mehrere Datenzähler. Das Xputer-Paradigma, gelegentlich auch „Anti-Maschine“ genannt, wurde abgeleitet aus einer Verallgemeinerung des Systolischen Arrays und dessen Definition des Begriffes „Datenstrom“ (data stream): dem „supersystolischen Array“ (manchmal auch „Kress/Kung-Maschine“ genannt). Die Dualität aus (Von-Neumann-)„Computer“ und (Nicht-von-Neumann-)Xputer erklärt den Paradigmenwechsel von klassischem „Computing“ zu Reconfigurable Computing. Erste Xputer-Architekturen wurden in den 1980er Jahren entwickelt und implementiert durch das Xputer Lab der Universität Kaiserslautern, wobei durch Migration von Software zu Configware (Computer-zu-Xputer-Migration) einiger Anwendungen Speed-up-Faktoren um bis zu 15.000 erreicht wurden. Da FPGAs zu jener Zeit nur sehr klein waren, wurde ein elektronisch programmierbares PLA, genannt DPLA, für Xputer-Architekturen verwendet. Das DPLA wurde in Kaiserslautern als integrierte Schaltung entwickelt und im Rahmen des E.I.S.-Projektes gefertigt.
Der Terminus "Xputer" (ein Nicht-Von-Neumann-Computer) sollte nicht verwechselt werden mit dem "Transputer" (der ein Von-Neumann-Computer ist).